# Ley de Educación Superior
La Ley de Educación Superior (LES), o Ley n.º 24 521,  es una legislación argentina que rige las instituciones de educación superior  universitaria y terciaria no universitaria del sistema educativo de Argentina. Fue sancionada el 20 de julio de 1995 y promulgada el 7 de agosto de 1995 durante la presidencia de Carlos Menem. Fue modificada en 2015 durante el mandato de Cristina Fernández de Kirchner.

## Contenido
En el momento de su sanción, la ley fue criticada por algunos organismos y sectores de la sociedad civil[¿quién?], que interpretaban que la misma desligaba al Estado de su deber de garantizar la educación pública. También se criticaba la flexibilización del régimen laboral de los docentes, y el fomento de instituciones privadas aranceladas. Por otro lado, fue muy valorado el inédito impulso dado a la autonomía de las universidades a partir del artículo 29, el que describe atribuciones, potestades y límites a modo meramente ejemplificativo y no taxativo :
a) Dictar y reformar sus estatutos, los que serán comunicados al Ministerio de Cultura y Educación a los fines establecidos en el artículo 34 de la presente ley;
b) Definir sus órganos de gobierno, establecer sus funciones, decidir su integración y elegir sus autoridades de acuerdo a lo que establezcan los estatutos y lo que prescribe la presente ley;
c) Administrar sus bienes y recursos, conforme a sus estatutos y las leyes que regulan la materia;
d) Crear carreras universitarias de grado y de posgrado;
e) Formular y desarrollar planes de estudio, de investigación científica y de extensión y servicios a la comunidad incluyendo la enseñanza de la ética profesional y la formación y capacitación sobre la problemática de la discapacidad.
f) Otorgar grados académicos y títulos habilitantes conforme a las condiciones que se establecen en la presente ley;
g) Impartir enseñanza, con fines de experimentación, de innovación pedagógica o de practica profesional docente, en los niveles preuniversitarios, debiendo continuar en funcionamiento los establecimientos existentes actualmente que reúnan dichas características;
h) Establecer el régimen de acceso, permanencia y promoción del personal docente y no docente:
i) Designar y remover al personal;
j) Establecer el régimen de admisión, permanencia y promoción de los estudiantes, así como el régimen de equivalencias;
k) Revalidar, solo como atribución de las universidades nacionales: títulos extranjeros:
l) Fijar el régimen de convivencia;
m) Desarrollar y participar en emprendimientos que favorezcan el avance y aplicación de los conocimientos;
n) Mantener relaciones de carácter educativo, científico-cultural con instituciones del país y del extranjero;
ñ) Reconocer oficialmente asociaciones de estudiantes, cumplidos que sean los requisitos que establezca la reglamentación, lo que conferirá a tales entidades personería jurídica.

A raíz de esta amplia declaración de voluntad legislativa quedó definitivamente receptado en la legislación argentina el concepto de “autonomía universitaria”, que no había sido incluido en la Ley Avellaneda ni en ningunas de sus modificaciones. Si bien el concepto era usado académicamente en relación con la posibilidad de autogobierno, todos los planes de estudio necesitaban aprobación del Ministerio de Educación y todos los requisitos presupuestarios (incluido el tamaño del plantel docente) eran decididos por el Ministerio de Economía. En este contexto, la Ley 24521 marcó un quiebre estableciendo para siempre la potestad de las mismas universidades para ensayar formas de autogobierno y alternativas institucionales de lo más variadas; crear por sí carreras de grado o posgrado, y conceder título académico habilitante, dejando sentado el principio de que la habilitación gubernamental a través del Ministerio de Educación tendrá sólo un carácter de revisión de requisitos a posteriori. También contribuyó a democratizar las instituciones fijando pisos mínimos de participación relativa de docentes y estudiantes en los órganos de gobierno, y limitando la participación de los graduados en esos órganos a aquellos que no tuvieran una relación de dependencia laboral con la universidad.
En su redacción original la autonomía era más amplia, incluyendo la posibilidad de que las universidades generasen sus propios ingresos mediante la aplicación de tasas y aranceles, con la condición de que los fondos así obtenidos debían estar destinados prioritariamente a becas y apoyos económicos a los estudiantes que no tuvieran la posibilidad de abonarlos. Esta facultad fue eliminada por el art. 3° de la Ley 27.204 de octubre de 2015, del art. 2° bis que establece la gratuidad obligatoria de todos los estudios en las universidades públicas para todos los estudiantes, lo que trae aparejado que el 100 % del costo de los estudios sea asumido directamente por el Estado Nacional. Sólo excepcionalmente, se sigue permitiendo el arancelamiento de carreras de posgrado.
Otros puntos remarcables de la ley son:
- Creación de la Comisión Nacional de Evaluación y Acreditación Universitaria (CONEAU) que tiene como misión acreditar las carreras de grado y posgrado, estableciéndose requisitos de contenidos curriculares básicos, cargas horarias, y formación práctica.
- Regulación pública de las instituciones universitarias privadas. Serán autorizadas por decreto del poder ejecutivo nacional que admitirá su funcionamiento provisorio por un lapso de seis años, previo a un informe favorable de la CONEAU.
- Nueva distribución y des-centralización del régimen económico-financiero. El aporte del Estado nacional a las universidades se hará en función de indicadores de eficiencia y equidad.

## Modificatoria de 2015
En 2013 se aprueba en Diputados una modificatoria de la ley de educación superior. Recién es tratada y aprobada en el Senado en 2015. Ese mismo año se promulga la legislación que lleva el nombre de ley de implementación efectiva de la responsabilidad del estado en el nivel de educación superior (ley n.º 27 204). Esta ley modifica diversos artículos de la Ley de Educación Superior asegurando que:
- El financiamiento de las universidades públicas debe provenir del estado nacional. Se prohíbe cualquier tipo de gravamen, tasa, impuesto, arancel o tarifa directos o indirectos
- La educación superior es considerada un bien público y un derecho humano
- Se define al acceso a la educación universitaria como «libre e irrestricto», eliminando los exámenes de ingreso[6]
- Se prohíbe suscribir acuerdos o convenios que impliquen ofertar educación como un servicio lucrativo o que alienten la mercantilización
- Las instituciones universitarias nacionales tienen autarquía económico-financiera que ejercerán dentro del régimen de la ley 24.156, de administración financiera y sistemas de control del sector público nacional. (art. 59). Es decir, deberán predisponerse al Control Interno (SIGEN) y externo (AGN).[7][8]